# كريستيان كولر
كريستيان كولر هو سياسي كندي، ولد في 1859، وتوفي في 1926 في هاميلتون في كندا. حزبياً، نشط في الحزب الليبرالي في أونتاريو ‏. وقد انتخب عضو برلمان مقاطعة أونتاريو.